# Nematoctonus
Genre
Nematoctonus est un genre de champignons basidiomycètes de la famille des Pleurotaceae.

## Systématique
Le genre Nematoctonus a été créé en 1941 par le mycologue américain Charles Frank Drechsler (d) (1892-1986).

## Liste des espèces
Selon GBIF (13 janvier 2023) :
- Nematoctonus angustatus Thorn & G.L.Barron
- Nematoctonus brevisporus Thorn & G.L.Barron
- Nematoctonus campylosporus Drechsler
- Nematoctonus cylindrosporus Thorn & G.L.Barron
- Nematoctonus geogenius Thorn & G.L.Barron
- Nematoctonus hamatus Thorn & G.L.Barron
- Nematoctonus lignicola Salonen & Ruokola
- Nematoctonus pachysporus Drechsler